# Колтышево
Колтышево — деревня в Московской области России. Входит в городской округ Солнечногорск. Население — 89 чел. (2010).

## География
Деревня расположена на северо-западе Московской области, в западной части округа, примерно в 12 км к западу от центра города Солнечногорска, с которым связана прямым автобусным сообщением, на берегу Истринского водохранилища, до образования которого находилась на левом берегу впадающей в Истру реки Катыш. Ближайшие населённые пункты — деревни Елизарово, Логиново и Тимошино.

## Население
| 1852 | 1859 | 1890 | 1899 | 1926 | 1966 | 1998 |
| ---- | ---- | ---- | ---- | ---- | ---- | ---- |
| 18   | ↘11  | ↘5   | ↗32  | ↘5   | ↗64  | ↗172 |
| 2002 | 2010 |      |      |      |      |      |
| ↘102 | ↘89  |      |      |      |      |      |

## История
В середине XIX века сельцо Колтышево 1-го стана Клинского уезда Московской губернии принадлежала титулярному советнику Андрею Васильевичу Лебедеву, в сельце был 1 двор, дворовых 8 душ мужского пола и 10 душ женского пола.
В «Списке населённых мест» 1862 года Воскресенское (Колтышево) — владельческая деревня Клинского уезда по левую сторону Звенигородского тракта, в 23 верстах от уездного города и 22 верстах от становой квартиры, при реке Катыш, с 1 двором и 11 жителями (5 мужчин, 6 женщин).
По данным на 1890 год — сельцо Троицкой волости Клинского уезда с 5 душами населения.
В 1913 году в сельце находилось имение Сандер.
По материалам Всесоюзной переписи населения 1926 года — хутор Логиновского сельсовета Троицкой волости Клинского уезда, проживало 5 жителей (3 мужчин, 2 женщины), велось одно крестьянское хозяйство.
С 1929 года — населённый пункт в составе Солнечногорского района Московского округа Московской области. Постановлением ЦИК и СНК от 23 июля 1930 года округа как административно-территориальные единицы были ликвидированы.
С 1994 до 2006 гг. деревня входила в Обуховский сельский округ Солнечногорского района.
С 2005 до 2019 гг. деревня включалась в Кривцовское сельское поселение Солнечногорского муниципального района.
С 2019 года деревня входит в городской округ Солнечногорск, в рамках администрации которого относится с территориальному управлению Кривцовское.